# 882

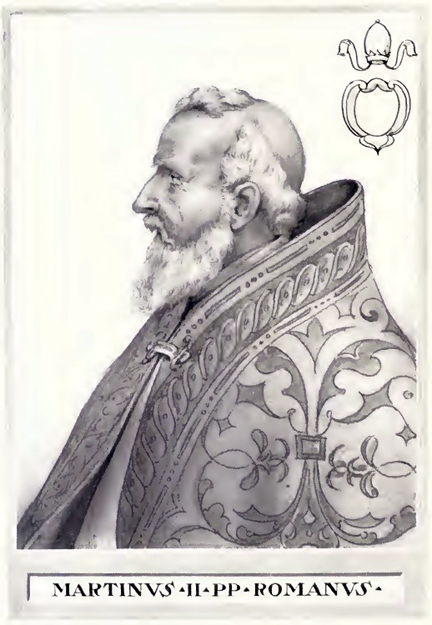
Paus Martinus II (882 - 884)

Het jaar 882 is het 82e jaar in de 9e eeuw volgens de christelijke jaartelling.

## Gebeurtenissen

### Europa
- 20 januari - Koning Lodewijk III ("de Jonge") overlijdt in Frankfurt. Hij heeft geen mannelijke erfgenamen en wordt opgevolgd door zijn jongere broer Karel de Dikke
- Begin mei - Karel III de Dikke wordt te Regensburg als heerser van het Oost-Frankische Rijk ingehuldigd.
- Belegering van Asselt: Karel de Dikke belegert een Vikingkamp bij Asselt. Vikinghoofdman Godfried wordt door aartskanselier Liutward van Vercelli gedwongen zich te bekeren tot het christendom. Hij trouwt met Gisela van Lotharingen, dochter van Lotharius II, de eerdere koning van Lotharingen en diens favoriete vrouw Waldrada. Hij krijgt de positie als hertog van Friesland.
- 5 augustus - Koning Lodewijk III, de oudste zoon van Lodewijk de Stamelaar, overlijdt in Saint-Denis. Hij wordt opgevolgd door zijn broer Karloman II als alleenheerser over het West-Frankische Rijk.
- Oleg de Wijze, heerser (knjaz) van Novgorod, breidt zijn macht verder uit richting de rivier de Dnjepr en verovert Kiev. Hij maakt het de nieuwe hoofdstad van zijn rijk en sticht zo het Kievse Rijk. (waarschijnlijke datum)
- Fortún Garcés wordt na een gevangenschap door de Moren van het emiraat Córdoba vrijgelaten en tot koning van Pamplona (het latere Navarra) gekroond.

### Religie
- 16 december - Paus Johannes VIII wordt in Rome door politieke tegenstanders vermoord, na een pontificaat van 10 jaar. Hij wordt opgevolgd door Martinus II als de 108e paus van de Katholieke Kerk.

## Geboren
- Lodewijk de Blinde, Frankisch koning en keizer van het Heilige Roomse Rijk (of 881)

## Overleden
- 20 januari - Lodewijk III ("de Jonge"), koning van het Oost-Frankische Rijk
- 5 augustus - Lodewijk III, koning van het West-Frankische Rijk
- 16 december - Johannes VIII, paus van de Katholieke Kerk
- Hincmar, aartsbisschop van Reims